# Nandar

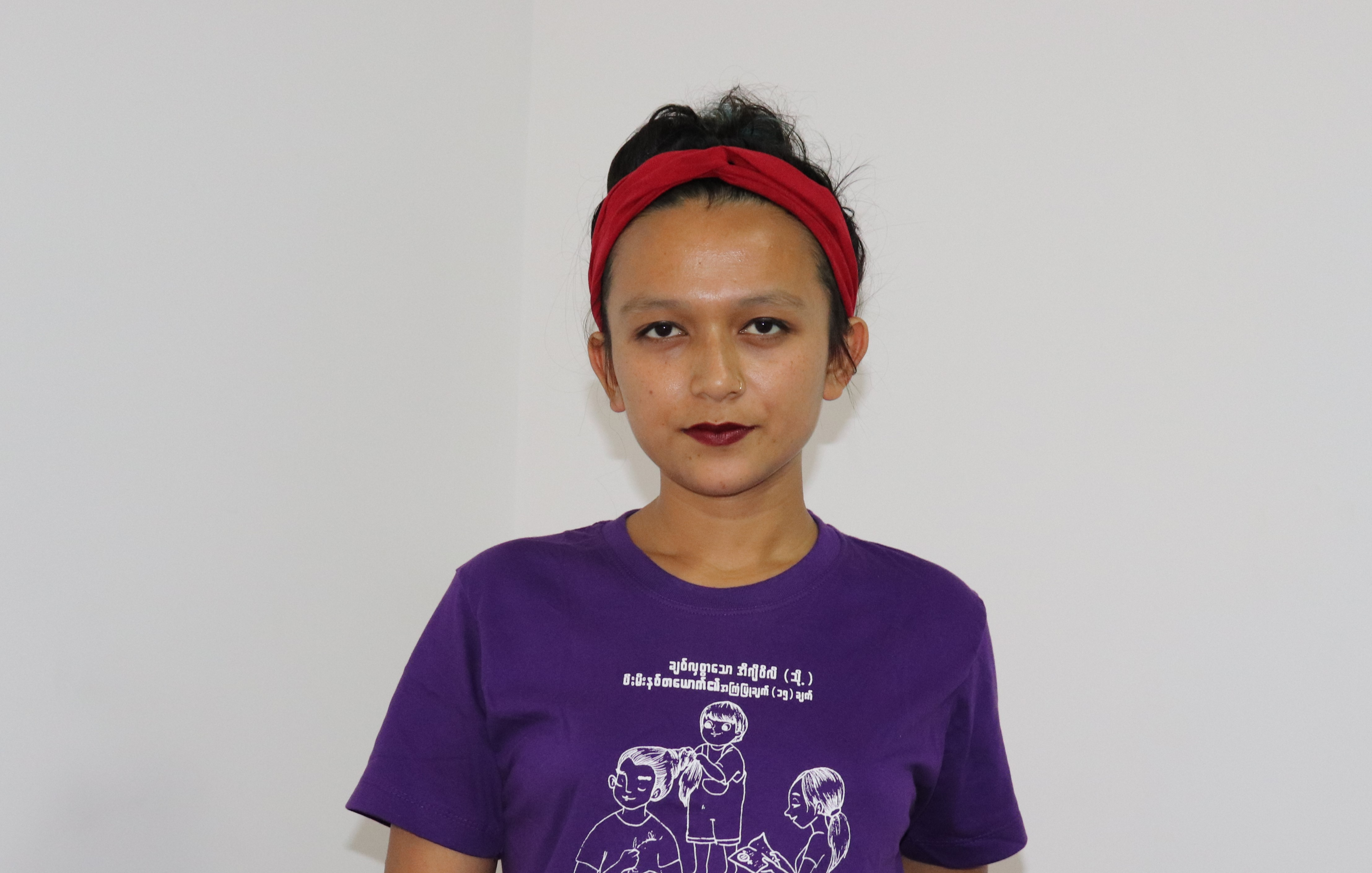
Nandar

Nandar (* 1995 in Mansam) auch bekannt als Nandu Gyawali ist eine myanmarische Aktivistin und Feministin. Sie ist Gründerin der Organisation Purple Feminists Group und betreibt die Podcasts G-Taw Zagar Wyne und Feminist Talks. 2020 wurde sie in die BBC Liste 100 Women aufgenommen.

## Aktivismus
Nandars Einstieg in den feministischen Aktivismus erfolgte 2017, als sie Chimamanda Ngozi Adichies Buch We Should All Be Feminists ins Birmanische übersetzte. Anschließend übersetzte sie Adichies Manifest Dear Ijeawele, or A Feminist Manifesto in Fifteen Suggestions. 2018 übersetzte, produzierte und trat sie in der ersten myanmarischen Produktion von Die Vagina-Monologe auf.
Nandar gründete die Organisation Purple Feminists Group, die sich für die sexuelle Gesundheit junger Menschen in Myanmar einsetzt, das Bewusstsein für Menschenrechte schärft, sich gegen geschlechtsspezifische Gewalt einsetzt und die Tabus der myanmarischen Gesellschaft bekämpft. Eine der wichtigsten Kampagnen der Organisation ist "Menstruation is not Shameful", welche die Stigmatisierung und Desinformation rund um die Menstruation überwinden will.
Nandar betreibt die Podcasts G-Taw Zagar Wyne und Feminist Talks. Durch das Audioformat will sie den Feminismus, der in Myanmar immer noch stark negativ konnotiert ist, auch den Teilen der Bevölkerung zugänglich machen, die nicht lesen können. Die Podcasts behandeln Themen wie Menstruation und Abtreibung. In den Sendungen kommen vor allem anonyme myanmarische Frauen zu Wort, die ihre persönlichen Geschichten erzählen.
Im Jahr 2020 wurde Nandar von der BBC in die Liste der 100 einflussreichen Frauen aufgenommen.
Nach dem Militärputsch in Myanmar 2021 beteiligte sich Nandar an den Protesten gegen den Putsch und sagte: "Ich würde die Diktatur mit dem Patriarchat und die Demokratie mit dem Feminismus vergleichen."